# Back in Brazil
«Back in Brazil» es una canción de Paul McCartney como parte de su álbum Egypt Station, publicado el 7 de septiembre de 2018.

## Composición y grabación
La revista Rolling Stone dijo que la canción era una de las pistas más extrañas del álbum, aunque destacó el hecho de que McCartney tocó más de 9 instrumentos en esta pista. La canción comienza con un ritmo de salón, pero también incluye guitarra, piano, batería de conga y un triángulo.
El coro de la canción simplemente presenta a McCartney gritando la palabra "Ichiban", una palabra japonesa extrañamente no portuguesa siendo que este es el idioma oficial en Brasil.
Cuando le preguntaron a McCartney por qué dijo "Ichiban" en la canción, descartó la pregunta y prometió que la respondería en una fecha posterior.
El productor de McCartney, Greg Kurstin declaró que Paul "estuvo durante horas trabajando en la canción".

## Vídeo musical
El vídeo oficial de la canción fue lanzado el 16 de septiembre de 2018. El video trata sobre una bella mujer brasileña que invita a su novio a un concierto de Paul McCartney, pero por exceso de trabajo, el novio no puede ir. En el concierto, McCartney la invita a bailar al escenario y, a partir de ese momento, perdona a su novio cuando regresa para disculparse.
La secuencia del concierto se grabó durante la actuación de McCartney en Salvador, el 20 de octubre de 2017 en el marco del One On One Tour.